# Independence (Wirginia)
Independence – miasto w Stanach Zjednoczonych, w stanie Wirginia, siedziba administracyjna hrabstwa Grayson.